# Adolphus FitzClarence
Lord Adolphus FitzClarence, GCH ADC (Londra, 18 febbraio 1802 – Coxwold, 17 maggio 1856), è stato un nobile e ufficiale inglese, figlio illegittimo di Guglielmo IV del Regno Unito e della sua amante Dorothea Jordan.

## Biografia

### Origini
Adolphus FitzClarence nacque il 18 febbraio 1802, a Teddington, Bushy Park, Londra, come settimogenito e quarto maschio del futuro Guglielmo IV del Regno Unito, all'epoca Duca di Clarence, e della sua amante, l'attrice Dorothea Jordan, da cui avrebbe avuto un totale di dieci figli. Come per molti dei suoi figli, Guglielmo lo chiamò in onore di uno dei suoi fratelli, in questo caso Adolfo di Cambridge.
Sebbene impossibilitati a sposarsi o ad ottenere la legittimazione della prole, Guglielmo e Dorothea vissero per molti anni come una coppia sposata e devota ai figli, prima a Clarence Lodge fino al 1797 e poi a Teddington (Bushy House) fino al 1807. La coppia si separò nel 1811, quando Guglielmo, oppresso dai debiti, iniziò a ricercare un matrimonio economicamente vantaggioso. Inizialmente, Guglielmo prese con sé i soli figli maschi e concesse a Dorothea la custodia delle figlie e un assegno per mantenerle, ma quando, nel 1814, scoprì che aveva violato i termini del loro accordo tornando a recitare revocò la rendita e prese con sé anche le figlie, facendo inoltre tutto il possibile per impedire loro contatti con la madre. Dopo il 1818, Adolphus e i suoi fratelli furono accolti e allevati dalla moglie del padre, Adelaide di Sassonia-Meiningen, sposata in quell'anno.
Di tutti i figli, Adolphus era il più legato alla madre, da cui ereditò la passione per il teatro, tanto da fondare, una volta adulto, il Garrick Club, un club teatrale per gentiluomini. Era anche noto come il più bello dei suoi fratelli, e già nel 1808 il padre scrisse: "è davvero il più bel bambino che io abbia mai visto, e sicuramente il più bello di tutti i miei".
Dopo la separazione dei genitori, Adolphus frequentò un collegio a Sunbury-on-Thames e nel 1813, a undici anni e nel pieno delle guerre napoleoniche, si arruolò nella Marina britannica.

### Guerra anglo-americana

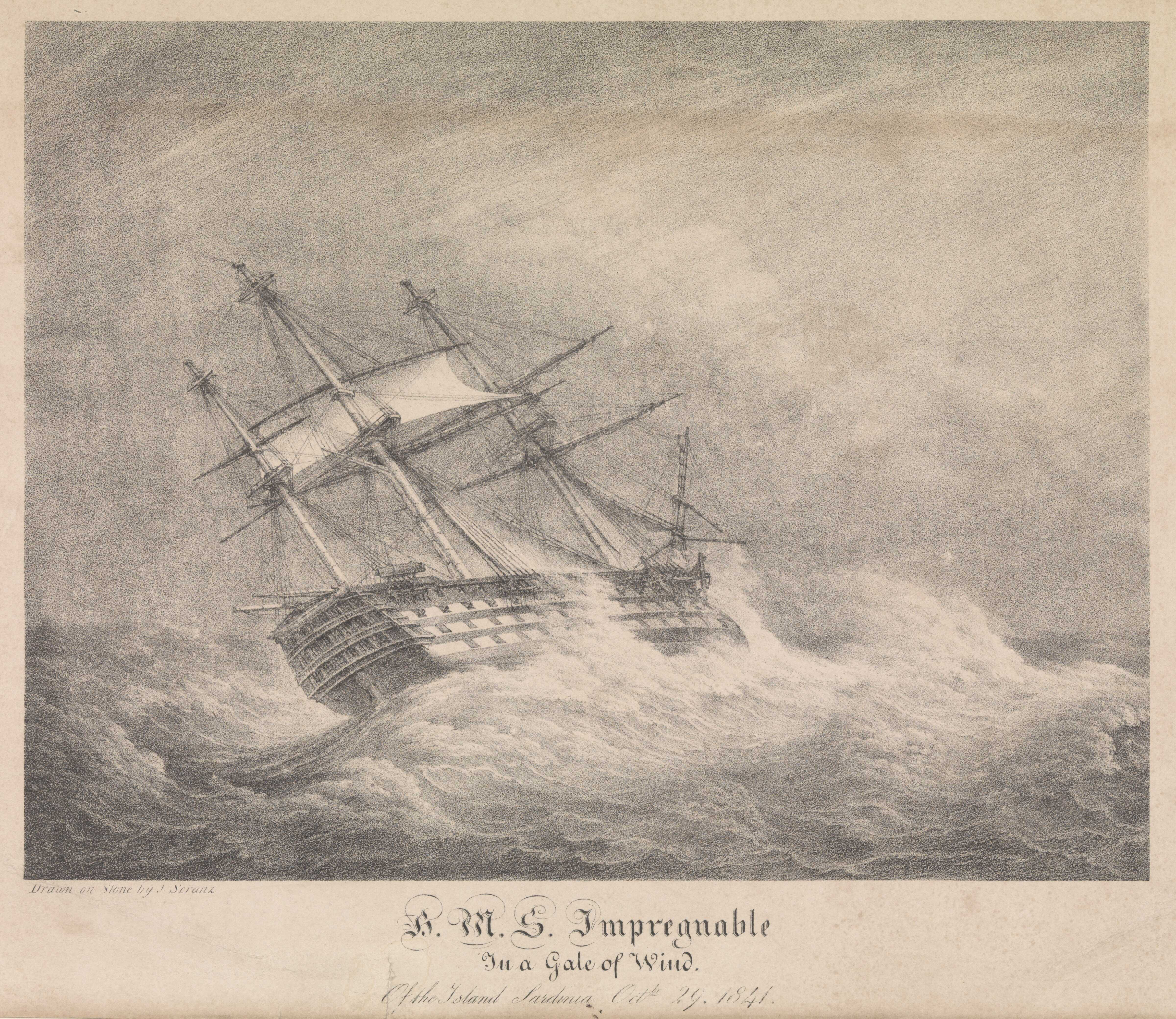
La HMS Impregnable

Dopo l'addestramento, Adolphus si unì come volontario sulla HMS Impregnable il 26 maggio 1814. La Impregnabile era incaricata, in qualità di ammiraglia della flotta comandata dal padre di Adolphus, di scortare i monarchi alleati della Gran Bretagna durante la guerra anglo-americana, ovvero Alessandro I di Russia e Federico Guglielmo III di Prussia, da Calais a Dover, missione conclusa il 6 maggio.
Il 15 giugno 1814 Adolphus venne trasferito sulla HMS Newcastle, che il 23 salpò da Spithead con l'incarico di scortare un gruppo di navi mercantili fino ad Halifax, rotta durante la quale catturano anche una nave corsara americana. Arrivati ad Halifax il 17 settembre, la Newcastle in seguito si unì al blocco navale inglese posto a Boston. Lì, il 14 ottobre, Adolphus venne promosso guardiamarina. La Newcastle fece parte delle tre navi che inseguirono l'americana Constitution, sfuggita al blocco, fino a Capo Verde, dove l'11 marzo 1815 una breve battaglia terminò con la fuga della nave americana. Dopo aver attaccato nelle Barbados, nuovamente ad Halifax e in Québec, la Newcastle rientrò in Gran Bretagna il 26 settembre, per poi venire disarmata.

### Servizio nel Mediterraneo
Dopo due mesi di riposo, il 27 novembre Adolphus venne destinato alla fregata HMS Tagus, dove conobbe Charles Fremantle, futuro ammiraglio, che divenne suo amico fraterno. La Tagus era assegnata alla flotta mediterranea incaricata di scortare i diplomatici nell'ambito dei colloqui in corso per fermare la schiavitù cristiana negli stati barbareschi. Il primo incarico della Tagus fu di recarsi a Costantinopoli per scortare alcuni diplomatici alla sede del colloquio, ad Algeri. La missione subì un forte ritardo perché agli inglesi fu negato il permesso di attraversare i Dardanelli e dovettero attendere l'imbarco dei diplomatici alle Isole Tavşan, giungendo così a Malta solo il 31 agosto 1816. Il ritardo gli salvò dal bombardamento di Algeri, avvenuto quattro giorni prima.
Dopo il bombardamento la maggior parte della flotta rientrò in Gran Bretagna, ma la Tagus, infettata dalla peste, attraccò al largo delle Isole Ionie per la quarantena. Durante questo periodo FitzClarence, giudicato sano, venne stanziato per i mesi estivi sulla nave ammiraglia HMS Albion, che fece porto a Napoli, Palermo e Livorno. Al termine dell'estate tornò sulla Tagus e, nell'aprile 1818, finita la peste, salparono da Alessandria per scortare a Tangeri i due figli di Slimane del Marocco. Nel viaggio si unì a loro anche il fratello maggiore di Adolphus, George, incaricato di trasportare i dispacci indiani in Gran Bretagna. Era la seconda volta che i due s'incrociavano casualmente durante le loro funzioni, essendosi incrociati brevemente anche durante l'inseguimento della Constitution. La Tagus rientrò a Malta il 15 maggio 1918 e a novembre rientrò in patria per essere disarmata.
Il 26 dicembre Adolphus prese servizio sulla HMS Rochfort, nuova ammiraglia della flotta mediterranea. Servì insieme a suo fratello Augustus e al suo amico Charles sotto il padre di quest'ultimo, l'ammiraglio Thomas Fremantle. Nelle valutazioni consegnate a questo dal precedente capitano di Adolphus si trova una curiosa affermazione: "FitzClarence è abbastanza promettente, ma il suo occhio, così necessario a un marinaio, gli impedisce di essere così veloce come dovrebbe". La maggior parte degli storici interpreta questa nota come un'indicazione che Adolphus aveva un occhio danneggiato, soprattutto se abbinata a un'altra nota, di Sir William Fraser, IV baronetto, che recita: "FitzClarence ha un aspetto particolare. Ha una palpebra abbassata e inclina la testa in un modo insolito".
La Rochford arrivò nel Mediterraneo il 3 marzo 1819. In aprile l'ammiraglio trasferì il figlio e i due FitzClarence sulla HMS Aid, guidata da William Henry Smyth, stimatissimo da Fremantle, con la speranza che i tre migliorassero le loro capacità di navigazione. Adolphus rientrò sulla Rochfort a luglio, sulla quale viaggio da Algeri a Tunisi nel tentativo di fermare la pirateria barbaresca. A dicembre, Fremantle scrisse al padre di Adolphus scrivendo di essere "abbastanza soddisfatto" di entrambi i suoi figli.
Fremantle morì due settimane dopo, a Napoli, e Adolphus si trasferì sulla HMS Glasgow, che svolse compiti nelle Isole Ionie e a Napoli, per difendere la città da una possibile invasione austriaca. Adolphus rientrò a Portsmouth nel marzo 1821.

### Promozione a tenente
Il 23 aprile, Adolphus venne promosso al grado di tenente e assegnato alla HMS Euryalus. La nave salpò ai primi di febbraio 1822, dopo aver ricevuto, il 29 gennaio, l'ispezione di circa tre ore del padre di Adolphus, Guglielmo di Clarence, per le Isole Ionie, come parte della risposta britannica alla guerra d'indipendenza greca. Sebbene sia la Gran Bretagna che le Ionie fossero neutrali, la prima sospettava che le seconde volessero fornire alla Grecia appoggio in segreto, ad esempio favorendone la pirateria, e posero le isole sotto controllo navale. Successivamente, la Euryalus svolse una serie di missioni diplomatiche: a novembre visitò Napoli per portare un ritratto in dono a Papa Pio VII, nel giugno 1823 scortò a Tunisi un gruppo di diplomatici nell'ambito della lotta alla pirateria e nel luglio si trovavano a Zante quando, il 17, Adolphus venne informato della sua promozione a comandante e dell'ordine di rientrare in patria, cosa che fece sbarcando a Malta per poi imbarcarsi verso la Gran Bretagna.

### Promozioni a comandante e capitano

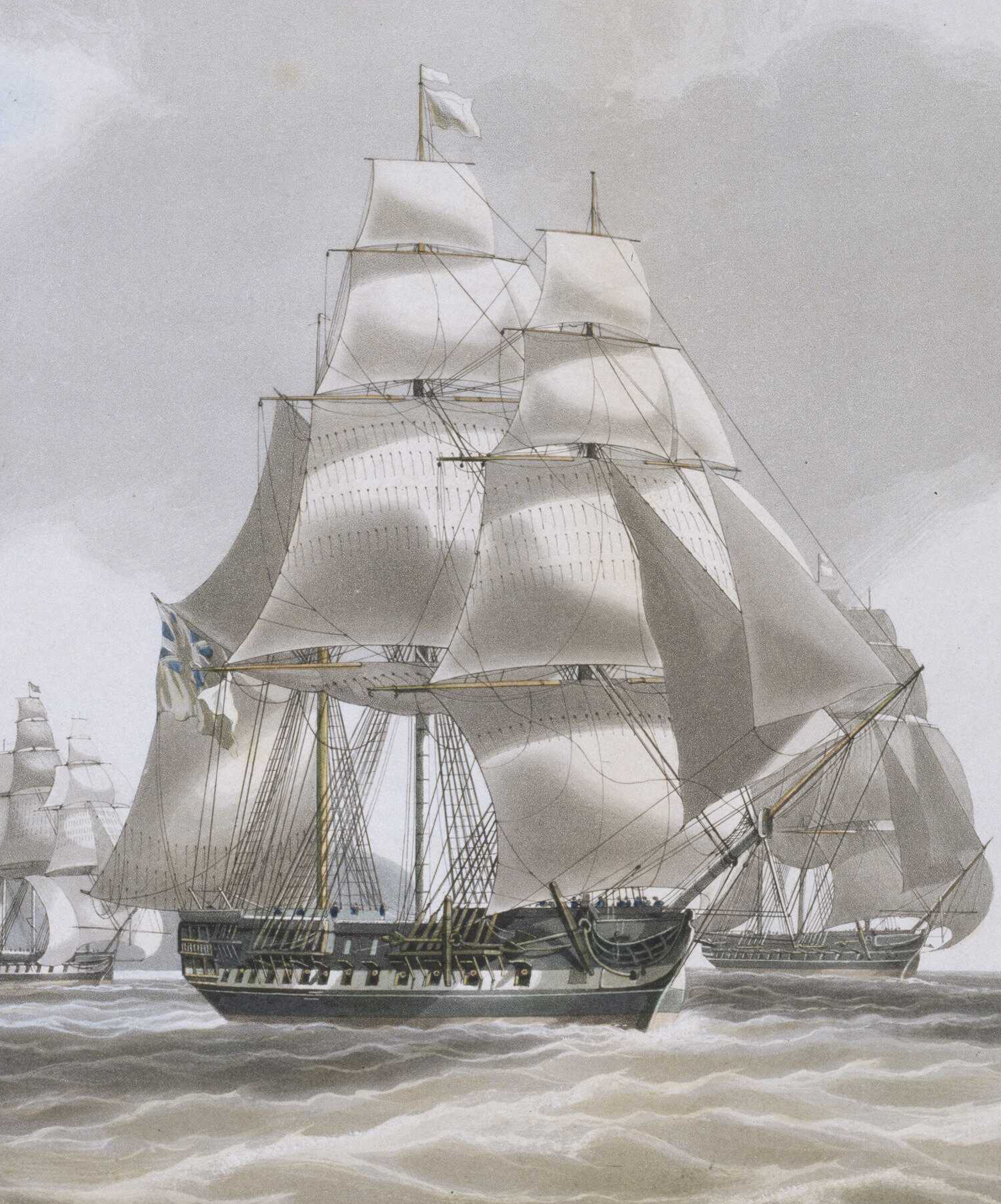
La HMS Ariadne

Appena promosso, Adolphus fu messo al comando della HMS Brisk, il cui comandante era annegato a Sheerness due settimane prima. Comandò la Brisk nella sua posizione del mare del Nord fino al 28 febbraio, quando venne assegnato alla HMS Redwing, il cui primo compito fu scortare il padre di Adolphus, che navigava sulla HMY Royal Sovereign, fino a Plymouth e ritorno navigando dal mare del Nord lungo il Tamigi. Successivamente, Adolphus incontrò suo padre in ottobre, quando questi ispezionò la flotta e salì per circa mezz'ora sulla Redwing, salutato da tre raffiche di 21 colpi di cannone. Subito dopo, la Redwing salpò verso Newcastle-upon-Tyne, dove doveva fornire aiuto, su richiesta del sindaco, nelle dispute della Marina mercantile.
Il 24 dicembre 1824, prima dei ventitré anni, Adolphus fu promosso capitano. La sua rapida carriera, dovuta all'influenza di suo padre, fu eguagliata solo da Richard Saunders Dundas, figlio del Lord Primo Ammiraglio. Nel gennaio 1825 Adolphus venne congedato dalla Redwing e, dopo un anno a metà salario, gli venne assegnata la HMS Ariadne il 9 febbraio 1826, il cui precedente capitano era stato licenziato perché si era scoperto che, a Zanzibar, aveva acquistato una schiava, che usava come prostituita.

### Ritorno nel Mediterraneo
Come capitano della Ariadne, Adolphus fu incaricato di trasportare denaro per le tesorerie di Gibilterra, Malta e Corfù, dove incontrò il fratello Frederick, di stanza con la sua unità. Dopodiché fece ritorno ai suoi compiti di sorveglianza nelle Ionie, fino a quando fu incaricato di scortare la salma di Francis Rawdon-Hastings, I marchese di Hastings e governatore di Malta, da Napoli, dove era morto, fino a Malta per le esequie, per poi scortare, agli inizi del 1827, il nuovo governatore, Sir Frederick Ponsonby, da Corfù alla sua nuova sede. A Corfù Adolphus apprese che suo padre era appena divenuto erede al trono, essendo morto senza eredi suo fratello maggiore, Federico di York e Albany.
A maggio Adolphus scortò lungo l'Adriatico sua sorella Amelia e Lucius Cary, X visconte Falkland, che tre anni dopo sarebbe divenuto suo marito. Il 28 settembre 1827 Adolphus fu dimesso dal comando della Ariadne, tre settimane prima della battaglia di Navarino, e rientrò in Gran Bretagna a bordo della HMS Seringapatam, giungendo a Portsmouth in contemporanea a suo padre, nominato Lord Grand'Ammiraglio del Regno Unito e incaricato di ispezionare la flotta rientrante, compresa la nave su cui viaggiava il figlio.

### Compiti diplomatici e di scorta

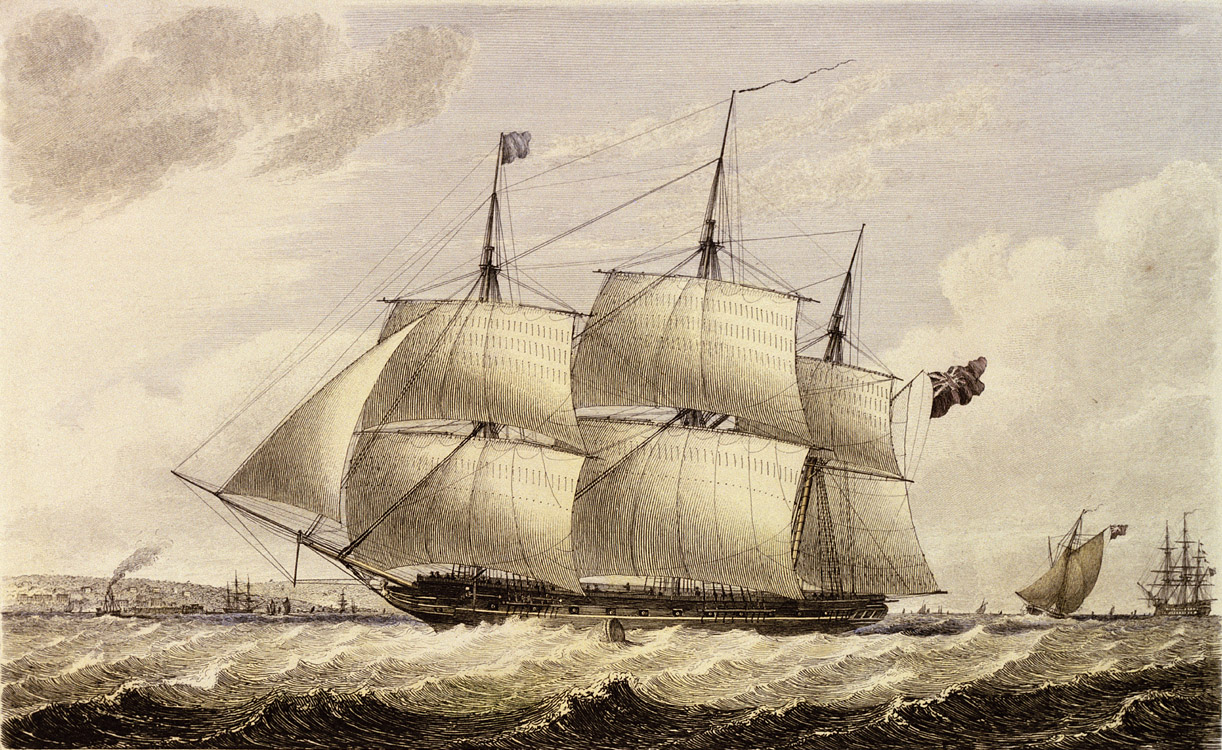
HMS Challenger

A settembre, Adolphus venne nominato capitano della HMS Challenger, con cui salpò nel marzo 1828 verso Lisbona, per vigilare sugli interessi britannici minacciati dall'entrata del Portogallo nelle guerre liberali. Mantenne la posizione fino a maggio, e a giugno scortarono Sir James Kempt, nuovo governatore del Canada, da Halifax al Québec, e riportarono l'ex governatore George Ramsay, IX conte di Dalhousie, in Scozia. Il 28 agosto, sotto raccomandazioni di suo padre, Adolphus venne nominato capitano della HMS Pallas, il cui capitano, il vecchio amico di Adolphus Charles Fremantle, prese invece in carico la Challenger, mentre suo fratello minore, Stephen Grenville Fremantle, continuò a servire sotto Adolphus, passando dalla Challenger alla Pallas.
La Pallas fece parte di una flotta di navi che, nell'ambito delle guerre liberali, furono inviate per fornire aiuto ai liberali delle Azzorre, leali a Pietro I del Brasile, contro i ribelli miguelisti. Adolphus diresse l'intera operazione fino al suo rientro nel febbraio 1829.
Al suo rientro in patria, Adolphus fu chiamato a rendere conto all'Ammiragliato di due articoli comparsi sul Times, il primo che sosteneva che Adolphus non era riuscito a impedire a una nave americana di forzare il blocco e sbarcare 300 miguelisti e il secondo che riportava che tre uomini e lo stesso Adolphus avevano riportato gravi ferite durante un attacco mentre si rifornivano d'acqua, al che Adolphus rispose che entrambi gli articoli erano tanto esagerati da rasentare la falsità.
Il 20 luglio Adolphus salpò con la Pallas per scortare Dalhousie, ora comandante in Capo dell'esercito in India, e John Turner, vescovo anglicano di Calcutta. Arrivarono in India il 9 dicembre, facendo scalo a Madeira e a Buona Speranza. A gennaio 1830 iniziarono il viaggio di rientro, portando con loro Stapleton Cotton, I visconte Combermere e precedente comandante in capo. Arrivarono a Spithead il 30 aprile, dopo aver fatto scalo a Buona Speranza, Sant'Elena e Isola dell'Ascensione. In quest'ultima tappa, aggiunsero tartarughe a un carico che includeva già tigri del Bengala, alci, ghepardi, capre d'angora e antilopi.

### Figlio del Re

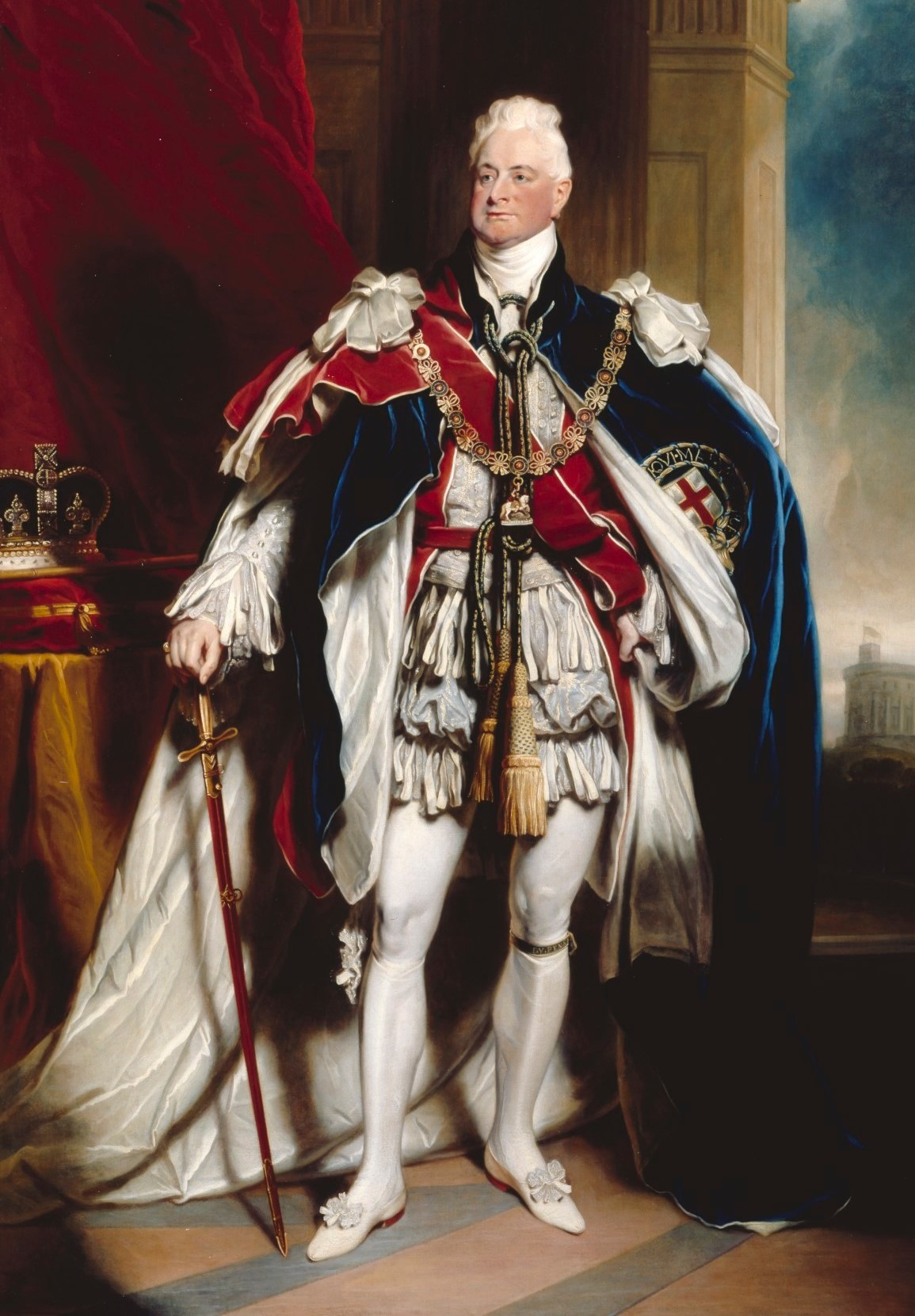
Guglielmo IV del Regno Unito, padre di Adolphus (1833).

Il 26 giugno 1830 Giorgio IV morì e il padre di Adolphus salì al trono come Guglielmo IV. Questo rese la posizione di Adolphus e dei suoi fratelli ancora più controversa, soprattutto alla luce del fatto che il nuovo re non aveva (ne avrebbe avuto in futuro) figli legittimi. Cononostante, nessuno di loro ebbe remore a chiedere al padre di sfruttare la sua posizione per dar loro nuovi titoli, incarichi e denaro, né Guglielmo ne ebbe nel concederli.
Dopo un ultimo viaggio come capitano della Pallas, durante il quale scortò sua sorella Mary e suo marito Charles Richard Fox da Halifax a Portsmouth, Adolphus lasciò la sua nave l'8 settembre, il giorno dopo lo sbarco, per assumere il comando dello Yacht reale, il HMY Royal George, di cui era ufficiosamente capitano già dal 22 luglio, due giorni prima di essere nominato Groom of the Robes, un ruolo ufficiale nella Casa del Re.
Il 24 febbraio 1832, tramite Mandato reale di precedenza, Guglielmo IV concesse a tutti i suoi figli illegittimi la dignità di figli di marchese e il diritto a essere chiamati Lord FitzClarence o Lady FitzClarence nel caso di figlie ancora nubili. Nella stessa data, Adolphus fu nominato Cavaliere di Gran Croce dell'Ordine Reale Guelfo e il 5 gennaio 1833 Gentleman of the Bedchamber, promuovendolo dal suo precedente ruolo di Groom of the Robes. Malgrado simili onori siano stati distribuiti a tutti i suoi fratelli, Adolphus fu l'unico i cui rapporti col padre non si deteriorarono dopo la sua salita al trono.
Il lavoro di Adolphus come capitano della Royal George era quasi del tutto nominale, dal momento che era raramente utilizzato. Nel 1832 e nel 1833 il solo tender della nave fu usato per scortare nel Galles del nord la principessa Vittoria di Kent, nipote di Guglielmo IV e sua erede, ma Adolphus non prese parte ai due viaggi, perché la madre della principessa, e cognata di Guglielmo, non voleva che la figlia avesse contatti coi figli illegittimi del re, credendo che l'avrebbero "contaminata". Invece, ad Adolphus vennero affidati piccoli incarichi come scortare la Royal Louisa a Potsdam come dono per Federico Augusto di Prussia, nel 1832. Nel 1834 svolse il suo unico compito importante come capitano dello yacht reale, scortando la sua matrigna, la regina Adelaide, fino nei Paesi Bassi e ritorno. Guglielmo IV non utilizzò mai lo yacht personalmente, né lo usarono altri per il resto del suo regno.
Nel 1843 Adolphus capitanò il Firebrand per scortare Augusto di Beauharnais da Ostenda a Woolwich per sposare Maria II del Portogallo. Nello stesso anno Guglielmo IV tentò di nominarlo Ranger di Home Park, a Windsor, ma il primo ministro William Lamb rifiutò di approvarla, con "grande delusione e umiliazione" di Guglielmo.

### Salita al trono di Vittoria

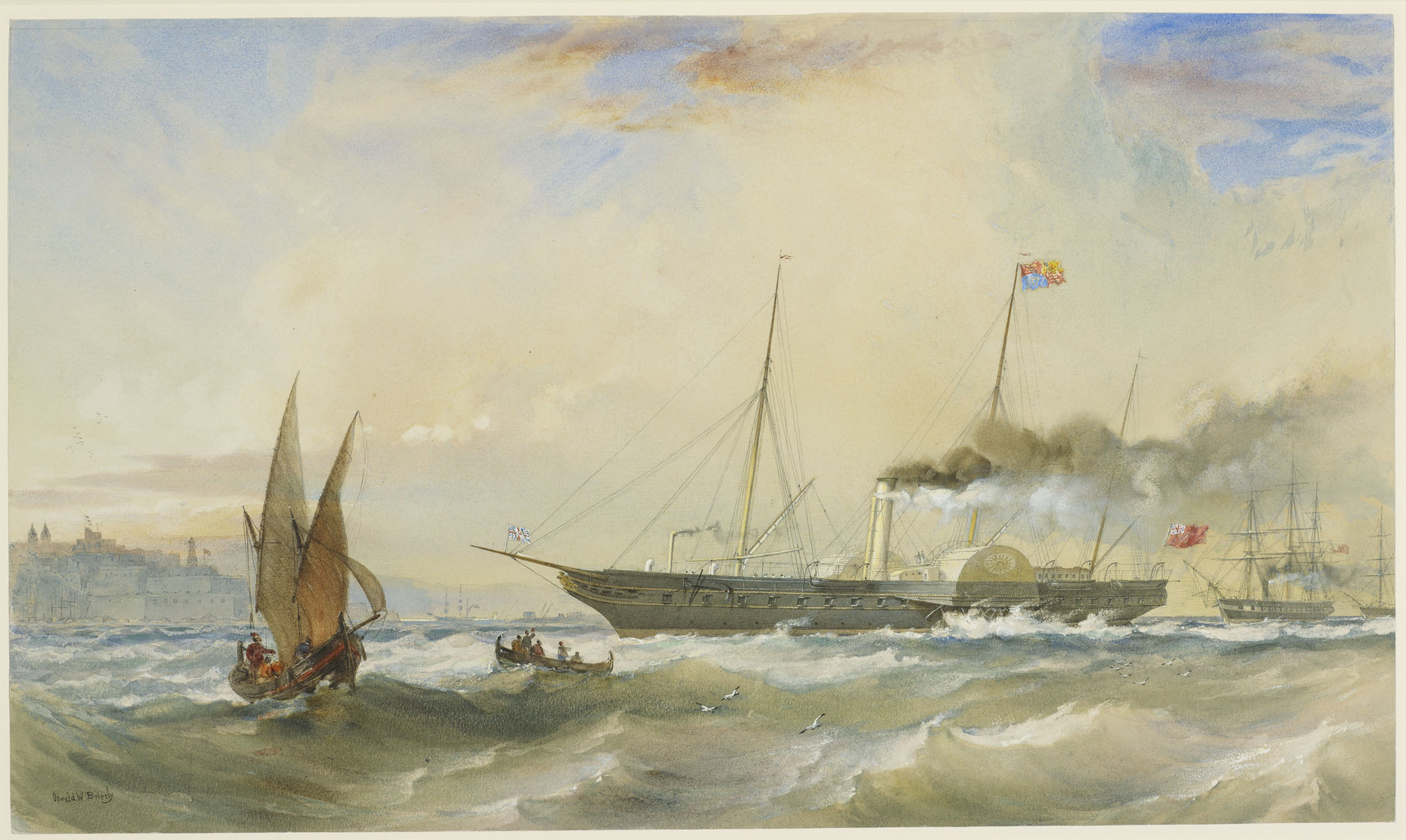
HMY Victoria and Albert

Il 20 giugno 1837 Guglielmo IV morì e sua nipote Vittoria salì al trono. Come figlio illegittimo di un ex monarca, Adolphus si aspettava di perdere tutti i suoi incarichi, ma Vittoria, pur dimettendolo da Gentleman of the Bedchamber, lo lasciò al comando della Royal George. Nei suoi diari, Vittoria registrò che a quella notizia Adolphus "scoppiò in lacrime, dicendo che era un onore inaspettato e che lui e i suoi fratelli non osavano sperare nulla".
Vittoria usava lo yacht più spesso del suo predecessore: il 28 febbraio 1842 lo ispezionò durante la sua ispezione della flotta ancorata a Portsmouth e in agosto lo usò per viaggiare da Woolwich a Leith per il suo tour in Scozia. Il viaggio fu tuttavia scomodo perché il vento contrario obbligò a far rimorchiare lo yacht da due navi a vapore per quasi tutto il tragitto. Vittoria decide di tornare in piroscafo e di dimettere la Royal George a favore di un nuovo yacht reale.
Adolphus venne nominato capitano del nuovo HMY Victoria and Albert, che venne usato dal principe Alberto, marito di Vittoria, e dal ministro degli Interni Sir James Graham per viaggiare fino a Dartmouth, Plymouth e Falmouth prima di salpare con Vittoria per Le Tréport a incontrare Luigi Filippo I di Francia in una visita storica, la prima di un monarca inglese in Francia dal Campo del Drappo d'Oro nel 1520. Successivamente, si recarono a Ostenda, per incontrare il re Leopoldo I del Belgio, zio di Vittoria e Alberto.

### Ultimi anni e morte

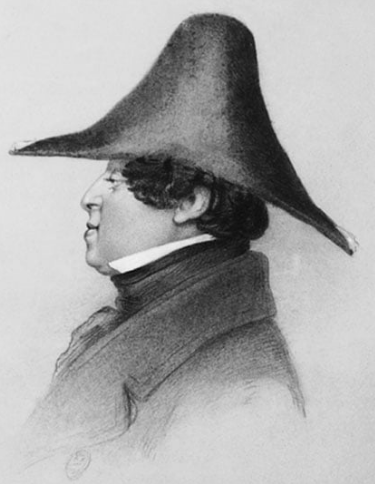
Ritratto postumo di Adolphus FitzClarence (1877)

Nell'ottobre 1844 Vittoria usò lo yacht per recarsi a Spithead per incontrare Luigi Filippo e ispezionare la flotta anglo-francese lì ancorata. Nel giugno 1845 si recò nuovamente a Spithead per visitare lo Squadrone Sperimentale e più tardi lei e Alberto lo usarono per viaggiare in Germania e nuovamente a Le Treport. Negli anni seguenti Adolphus capitanò il piroscafo nei vari viaggi e crociere per la coppia reale e i loro figli, in Irlanda e in Europa. Nel 1848, Vittoria lo nominò aiutante di campo.
Adolphus continuò a capitanare lo yacht reale per il successivo decennio, fino all'ottobre 1852, quando venne nominato commodoro. Il suo ultimo incarico di rilievo fu l'11 agosto 1853, quando guidò la Victoria and Albert per trasportare la regina alla revisione della nuova flotta da guerra a Spithead, flotta che si esibì in una finta battaglia navale. Nel settembre 1853 Adolphus venne nominato contrammiraglio e allo stesso tempo prese congedo dalla marina, al termine di una carriera quarantennale, di cui ventitré come capitano reale.
Adolphus morì, dopo una lunga malattia, il 17 maggio 1856 a Newburgh Priory, Coxwold, all'età di cinquantaquattro anni. Non si era mai sposato né lascio discendenza. Perseguitato, come suo padre, da problemi economici di lunga data, non lasciò denaro sufficiente per pagare i debiti, il funerale e la sepoltura. Venne tumulato nel presbiterio della Chiesa di San Michele a Coxwold.
Qualche mese prima, mentre era in viaggio per visitarlo, era morta anche sua sorella Elizabeth, anche lei malata.
Nei suoi diari, Vittoria scrisse che "si era ucciso vivendo troppo bene. Aveva solo 54 anni, ma ne dimostrava 10 o 12 in più".

## Ascendenza
|                                  |                 |                                                 | Genitori                                      |  |  | Nonni |  |  | Bisnonni                   |  |  | Trisnonni                   |  |
|                                  |                 |                                                 |                                               |  |  |       |  |  | Federico Luigi di Hannover |  |  | Giorgio II di Gran Bretagna |  |
|                                  |                 |                                                 |                                               |  |  |       |  |  | Federico Luigi di Hannover |  |  | Giorgio II di Gran Bretagna |  |
|                                  |                 | Carolina di Brandeburgo-Ansbach                 |                                               |  |  |       |  |  | Federico Luigi di Hannover |  |  |                             |  |
| Giorgio III del Regno Unito      |                 |                                                 |                                               |  |  |       |  |  | Federico Luigi di Hannover |  |  |                             |  |
|                                  |                 | Augusta di Sassonia-Gotha-Altenburg             | Federico II di Sassonia                       |  |  |       |  |  |                            |  |  |                             |  |
|                                  |                 | Augusta di Sassonia-Gotha-Altenburg             | Federico II di Sassonia                       |  |  |       |  |  |                            |  |  |                             |  |
|                                  |                 | Augusta di Sassonia-Gotha-Altenburg             | Maddalena Augusta di Anhalt-Zerbst            |  |  |       |  |  |                            |  |  |                             |  |
| Guglielmo IV del Regno Unito     |                 | Augusta di Sassonia-Gotha-Altenburg             |                                               |  |  |       |  |  |                            |  |  |                             |  |
|                                  |                 | Carlo Ludovico Federico di Meclemburgo-Strelitz | Adolfo Federico II di Meclemburgo-Strelitz    |  |  |       |  |  |                            |  |  |                             |  |
|                                  |                 | Carlo Ludovico Federico di Meclemburgo-Strelitz | Adolfo Federico II di Meclemburgo-Strelitz    |  |  |       |  |  |                            |  |  |                             |  |
|                                  |                 | Carlo Ludovico Federico di Meclemburgo-Strelitz | Cristiana Emilia di Schwarzburg-Sondershausen |  |  |       |  |  |                            |  |  |                             |  |
| Carlotta di Meclemburgo-Strelitz |                 | Carlo Ludovico Federico di Meclemburgo-Strelitz |                                               |  |  |       |  |  |                            |  |  |                             |  |
|                                  |                 | Elisabetta Albertina di Sassonia-Hildburghausen | Ernesto Federico I di Sassonia-Hildburghausen |  |  |       |  |  |                            |  |  |                             |  |
|                                  |                 | Elisabetta Albertina di Sassonia-Hildburghausen | Ernesto Federico I di Sassonia-Hildburghausen |  |  |       |  |  |                            |  |  |                             |  |
|                                  |                 | Elisabetta Albertina di Sassonia-Hildburghausen | Sofia Albertina di Erbach-Erbach              |  |  |       |  |  |                            |  |  |                             |  |
| Adolphus FitzClarence            |                 | Elisabetta Albertina di Sassonia-Hildburghausen |                                               |  |  |       |  |  |                            |  |  |                             |  |
|                                  | Nathaniel Bland | James Bland                                     |                                               |  |  |       |  |  |                            |  |  |                             |  |
|                                  | Nathaniel Bland | James Bland                                     |                                               |  |  |       |  |  |                            |  |  |                             |  |
|                                  | Nathaniel Bland | Lucy Brewster                                   |                                               |  |  |       |  |  |                            |  |  |                             |  |
| Francis Bland                    | Nathaniel Bland |                                                 |                                               |  |  |       |  |  |                            |  |  |                             |  |
|                                  |                 | Lucy Heaton                                     | Francis Heaton                                |  |  |       |  |  |                            |  |  |                             |  |
|                                  |                 | Lucy Heaton                                     | Francis Heaton                                |  |  |       |  |  |                            |  |  |                             |  |
|                                  |                 | Lucy Heaton                                     | Elizabeth Curtis                              |  |  |       |  |  |                            |  |  |                             |  |
| Dorothea Jordan                  |                 | Lucy Heaton                                     |                                               |  |  |       |  |  |                            |  |  |                             |  |
|                                  |                 | …                                               | …                                             |  |  |       |  |  |                            |  |  |                             |  |
|                                  |                 | …                                               | …                                             |  |  |       |  |  |                            |  |  |                             |  |
|                                  |                 | …                                               | …                                             |  |  |       |  |  |                            |  |  |                             |  |
| Grace Phillips                   |                 | …                                               |                                               |  |  |       |  |  |                            |  |  |                             |  |
|                                  |                 | …                                               | …                                             |  |  |       |  |  |                            |  |  |                             |  |
|                                  |                 | …                                               | …                                             |  |  |       |  |  |                            |  |  |                             |  |
|                                  |                 | …                                               | …                                             |  |  |       |  |  |                            |  |  |                             |  |
|                                  |                 | …                                               |                                               |  |  |       |  |  |                            |  |  |                             |  |